# Qatar Ladies Open 2019 - Doppio
Gabriela Dabrowski e Jeļena Ostapenko erano le detentrici del titolo, ma non hanno partecipato insieme a questa edizione del torneo. Dabrowski ha partecipato con Xu Yifan, ma le due hanno perso al primo turno contro Lara Arruabarrena e Kaitlyn Christian. Ostapenko ha fatto coppia con Veronika Kudermetova, ma le due hanno perso in semifinale contro Chan Hao-ching e Latisha Chan.
In finale Hao-ching e Latisha Chan hanno sconfitto Anna-Lena Grönefeld e Demi Schuurs con il punteggio di 6-1, 3-6, [10-6].

## Teste di serie
1. Nicole Melichar /  Květa Peschke (primo turno)
2. Hsieh Su-wei /  Barbora Strýcová (primo turno)

1. Gabriela Dabrowski /  Xu Yifan (primo turno)
2. Anna-Lena Grönefeld /  Demi Schuurs (finale)

## Riserve
1. Ons Jabeur /  Alison Riske (semifinale)

## Wildcard
1. Fatma Al-Nabhani /  Mubaraka Al-Naimi (primo turno)

1. Karolína Plíšková /  Kristýna Plíšková (ritirate)

## Tabellone

### Legenda
| - Q = Qualificato - WC = Wild card - LL = Lucky loser | - ALT = Alternate - SE = Special Exempt - PR = Protected Ranking | - w/o = Walkover - r = Ritirato - d = Squalificato |

|  | Primo turno                 | Primo turno                 | Primo turno                | Primo turno | Primo turno |  |  | Quarti di finale           | Quarti di finale           | Quarti di finale           | Quarti di finale          | Quarti di finale          |   |    | Semifinali      | Semifinali              | Semifinali       | Semifinali      | Semifinali |   |      | Finale | Finale | Finale | Finale | Finale |  |
|  |                             |                             |                            |             |             |  |  |                            |                            |                            |                           |                           |   |    |                 |                         |                  |                 |            |   |      |        |        |        |        |        |  |
|  | 1                           | N Melichar K Peschke        | 6                          | 3           | [9]         |  |  |                            |                            |                            |                           |                           |   |    |                 |                         |                  |                 |            |   |      |        |        |        |        |        |  |
|  | Alt                         | O Jabeur A Riske            | 2                          | 6           | [11]        |  |  | Alt                        | O Jabeur A Riske           | O Jabeur A Riske           | 6                         | 6                         |   |    |                 |                         |                  |                 |            |   |      |        |        |        |        |        |  |
|  | M Buzărnescu A Rosolska     | M Buzărnescu A Rosolska     | 3                          | 6           | [10]        |  |  |                            | M Buzărnescu A Rosolska    | M Buzărnescu A Rosolska    | 1                         | 2                         |   |    |                 |                         |                  |                 |            |   |      |        |        |        |        |        |  |
|  | D Jurak MJ Martínez Sánchez | D Jurak MJ Martínez Sánchez | 6                          | 3           | [4]         |  |  |                            |                            |                            |                           |                           |   |    | Alt             | O Jabeur A Riske        | O Jabeur A Riske | 2               | 5          |   |      |        |        |        |        |        |  |
|  | 4                           | A-L Grönefeld D Schuurs     | A-L Grönefeld D Schuurs    | 6           | 6           |  |  |                            |                            | 4                          | A-L Grönefeld D Schuurs   | A-L Grönefeld D Schuurs   | 6 | 7  |                 |                         |                  |                 |            |   |      |        |        |        |        |        |  |
|  |                             | M Katō M Ninomiya           | M Katō M Ninomiya          | 4           | 3           |  |  | 4                          | A-L Grönefeld D Schuurs    | A-L Grönefeld D Schuurs    | 6                         | 6                         |   |    |                 |                         |                  |                 |            |   |      |        |        |        |        |        |  |
|  | WC                          | F Al-Nabhani M Al-Naimi     | F Al-Nabhani M Al-Naimi    | 2           | 0           |  |  |                            | A Spears Z Yang            | A Spears Z Yang            | 4                         | 2                         |   |    |                 |                         |                  |                 |            |   |      |        |        |        |        |        |  |
|  |                             | A Spears Z Yang             | A Spears Z Yang            | 6           | 6           |  |  |                            |                            |                            |                           |                           |   |    | 4               | A-L Grönefeld D Schuurs | 1                | 6               | [6]        |   |      |        |        |        |        |        |  |
|  | H-c Chan L Chan             | H-c Chan L Chan             | H-c Chan L Chan            | 7           | 7           |  |  |                            |                            |                            |                           |                           |   |    |                 |                         |                  | H-c Chan L Chan | 6          | 3 | [10] |        |        |        |        |        |  |
|  | S Aoyama L Marozava         | S Aoyama L Marozava         | S Aoyama L Marozava        | 65          | 5           |  |  | H-c Chan L Chan            | H-c Chan L Chan            | H-c Chan L Chan            | 6                         | 6                         |   |    |                 |                         |                  |                 |            |   |      |        |        |        |        |        |  |
|  |                             | L Arruabarrena K Christian  | L Arruabarrena K Christian | 6           | 7           |  |  | L Arruabarrena K Christian | L Arruabarrena K Christian | L Arruabarrena K Christian | 3                         | 2                         |   |    |                 |                         |                  |                 |            |   |      |        |        |        |        |        |  |
|  | 3                           | G Dabrowski Y Xu            | G Dabrowski Y Xu           | 3           | 5           |  |  |                            |                            |                            |                           |                           |   |    | H-c Chan L Chan | H-c Chan L Chan         | H-c Chan L Chan  | 6               | 7          |   |      |        |        |        |        |        |  |
|  | N Kichenok A Sasnovič       | N Kichenok A Sasnovič       | N Kichenok A Sasnovič      | 5           | 6           |  |  |                            |                            | V Kudermetova J Ostapenko  | V Kudermetova J Ostapenko | V Kudermetova J Ostapenko | 4 | 62 |                 |                         |                  |                 |            |   |      |        |        |        |        |        |  |
|  | R Kops-Jones K Srebotnik    | R Kops-Jones K Srebotnik    | R Kops-Jones K Srebotnik   | 7           | 7           |  |  | R Kops-Jones K Srebotnik   | R Kops-Jones K Srebotnik   | R Kops-Jones K Srebotnik   | 4                         | 2                         |   |    |                 |                         |                  |                 |            |   |      |        |        |        |        |        |  |
|  |                             | V Kudermetova J Ostapenko   | 4                          | 6           | [10]        |  |  | V Kudermetova J Ostapenko  | V Kudermetova J Ostapenko  | V Kudermetova J Ostapenko  | 6                         | 6                         |   |    |                 |                         |                  |                 |            |   |      |        |        |        |        |        |  |
|  | 2                           | S-w Hsieh B Strýcová        | 6                          | 3           | [4]         |  |  |                            |                            |                            |                           |                           |   |    |                 |                         |                  |                 |            |   |      |        |        |        |        |        |  |